# Ольга Васильковна
Ольга Васильковна (ок. 1247 — после 11 декабря 1288) — княгиня черниговская, представительница одной из ветвей династии Рюриковичей — Романовичей, дочь волынского князя Василько Романовича.

## Биография
Точный год рождения Ольги неизвестен. Д. Домбровский считает, что она родилась около 1247 года, по версии Л. Войтовича — после 1247 года. Она была дочерью волынского князя Василько Романовича, а ее матерью — его вторая жена, польская княжна Добрава, которую Н. Баумгартен и его последователи считают дочерью краковского князя Лешека Белого, а Д. Домбровский и Л. Войтович — дочерью мазовецкого князя Конрада I.
По мнению Домбровского, своё имя Ольга получила в честь княгини Ольги, жены Игоря Рюриковича.
В источниках Ольга упоминается дважды. В первый раз — в Галицко-Волынской летописи, которая сообщает о том, что в начале ноября 1259 года она была выдана замуж за черниговского князя Андрея Всеволодовича. Второй и последний раз она упоминается в Галицко-Волынской летописи 11 декабря 1288 года в числе трёх княжон, которые присутствовали на похоронах её брата Владимира Васильковича, причём Ипатьевский список называет её монахиней, однако в Хлебниковско-Острожском и Погодинско-Четвертинском списках монахиней называют только одну из княжон — Елену.
Год смерти Ольги неизвестен. Также неизвестно, были ли у неё дети.